# Pere Miró i Sellarés
Pere Miró i Sellarés (Manresa 1955) és un dirigent esportiu, membre del Comitè Olímpic Internacional
Llicenciat en Ciències de l’Activitat Física i l’Esport per l’INEFC, fins 1977 va ser nedador i jugador de waterpolo. Ha estat professor i director de l’INEFC de Barcelona. També ha estat regidor de l'Ajuntament de Barcelona entre 1987 i 1988. Des de l’any 1988, va treballar al Comitè Organitzador Olímpic Barcelona'92 com a subdirector esportiu i, posteriorment, subdirector general d’operacions.
Després dels Jocs Olímpics de Barcelona de 1992, va començar a treballar per al Comitè Olímpic Internacional sota la presidència de Joan Antoni Samaranch, com a director de relacions amb comitès olímpics nacionals i de Solidaritat Olímpica. Sota la presidència de Thomas Bach, ha estat nomenat director adjunt del Comitè Olímpic Internacional.
L'any 2020 va ser guardonat amb la Creu de Sant Jordi.